# Hillia triflora
Hillia triflora är en måreväxtart som först beskrevs av Oerst., och fick sitt nu gällande namn av Charlotte M. Taylor. Hillia triflora ingår i släktet Hillia och familjen måreväxter.

## Underarter
Arten delas in i följande underarter:
- H. t. pittieri
- H. t. triflora